# Bert Luttjeboer
Berend Aldert (Bert) Luttjeboer (Groningen, 8 januari 1960 - Amsterdam, 3 maart 1995) was een Nederlandse tenor. Hij speelde tussen 1982 en 1993 in verschillende muziektheaterproducties.
Luttjeboer overleed in 1995 op 35-jarige leeftijd aan de gevolgen van de ziekte aids.

## Opleiding
Na zijn opleiding aan het Praedinius Gymnasium in Groningen volgde Luttjeboer van 1978 tot en met 1980 lessen aan de Toneelacademie Maastricht. Hierna studeerde hij zang bij Charles van Tassel aan het Sweelinck Conservatorium te Amsterdam (1981-1985). Tevens bekwaamde hij zich bij diverse dansstudio's in klassiek, modern en jazz-ballet. Koorervaring deed hij op bij het Nederlands Theaterkoor, Toonkunstkoor Amsterdam en vocaal ensemble Ottovoci.

## Theater
Toneel
- Don Quichotte chez la Douchesse - Sancho Pancha
- Mozart en Salieri - Mozart
- Die letzten Tage der Menschheit (1988)
- Nog één dag om het goed te maken, Oudejaarsconference van Seth Gaaikema (1989)

Muziektheater
- 20e eeuwse Duitse & Nederlandse Toneelmuziek - solist (1983)
- Der Lindberghflug - Lindbergh (1984 & 1987)
- Lehrstuck (1984 & 1987)
- Berlijn 1930
- De onbekende Kurt Weill - solist (1986)
- Der Silbersee - Severin (1986)
- From Berlin to Broadway with Kurt Weill - solist (1987)
- Het Lied van de Aarde - Realist (1989)
- Wij komen ter Wereld - solist (1993)

Opera
- El Retablo de Maese Pedro - Maese Pedro
- Der Zar lässt sich photographieren
- Blauwe Appel (1987)
- Operatie Orpheus
- Bastien en Bastienne - Bastien
- Where the Cross is made - Doctor Higgins (1989)
- Woutertje Pieterse - Woutertje Pieterse (1988)
- Die Kluge - 1e Vagebond (1990)
- Un Malheureux Vêtu de Noir - koor (1990)
- Acis and Galathea - Damon

Musical
- Ik Jan Cremer - Gert met de Hockeyklem, ensemble (1985)
- Les Misérables - Bisschop van Digne, Lesgles, understudy Grantaire, alternate Thénardier (1991-1992)

Hoorspelen
- Kind van Staat (1988)
- De Voorwetenschap (1988)
- De Hertogin van Coralli - Lebrun (1989)

## Overig
- Met de cast van de rockopera Ik Jan Cremer won Luttjeboer in 1985 de Persprijs.
- Begin jaren 90 was hij als docent verbonden aan het Koninklijk Conservatorium Brussel o.l.v. Peter De Smet.
- In 1985 speelde Bert Luttjeboer een gastrol in een aflevering van de Nederlandse comedyserie Zeg 'ns Aaa.